# Parade (альбом Spandau Ballet)
Parade — четвёртый студийный альбом британской группы Spandau Ballet, изданный 25 июня 1984 года на лейбле Chrysalis Records. Группа хотела, чтобы альбом звучал более похоже на то, как они играют вместе вживую, и их гитарист и автор песен Гэри Кемп придумал материал, который, по его мнению, больше подходил для арен, на которых они теперь выступали, поскольку собирали большую аудиторию. Поскольку в рамках тура, посвящённого альбому, они собирались отправиться в турне по всему миру, он придумал тему альбома — парад, а на обложке альбома изобразил международных персонажей, участвующих в параде.
Альбом занял второе место в Великобритании (UK Albums Chart) в первую неделю после выхода и получил платиновую сертификацию за продажи в 300 000 единиц. Критики, однако, в основном сочли его безвкусным повторением предыдущего альбома, True. Первый из четырёх синглов Parade, попавших в топ-20, «Only When You Leave», получил наибольшее количество похвал и стал самым успешным, достигнув 3-го места в Великобритании и первой десятки в нескольких других странах, но его неудовлетворительные результаты в США стали причиной разрыва между группой и её звукозаписывающей компанией. Группа перешла на новый лейбл и наняла новых продюсеров для своего следующего студийного альбома, Through the Barricades, который стал ещё одной попыткой создать арена-рок, которого они не смогли достичь на Parade.

## Предыстория
Альбом Spandau Ballet 1983 года True неделю продержался на первом месте в чарте альбомов Великобритании UK Albums Chart и породил четыре хитовые песни, включая заглавную композицию, которая стала их первым синглом номер один в Великобритании. Во время гастролей с этим альбомом они заметили, что стали лучше играть вместе как группа, и хотели, чтобы эта химия проявилась в их следующем альбоме. Их гитарист и автор песен Гэри Кемп заметил разительную разницу между звучанием альбома True и тем, как эта музыка менялась на их живых выступлениях, и захотел, чтобы следующий альбом был ближе к стилю живых выступлений. Они прилетели в Нью-Йорк на последнее шоу в туре за альбомом True сопродюсеров Тони Суэйна и Стива Джолли, чтобы дуэт смог услышать новую химию, которой они наслаждались, а Суэйн и Джолли получили представление о том, что они имеют в виду для следующего проекта.
Чтобы добиться более громкого звучания концертных выступлений в следующем альбоме, Кемп хотел изменить свой почерк так, чтобы песни были больше ориентированы на арены. В то же время он хотел продолжать писать песни личного характера, как для True, а не танцевальную музыку, как для двух предыдущих альбомов. Он сказал Record Mirror: «Я просто почувствовал, что с „True“ я вошёл в стиль написания, который не был полностью реализован на пластинке. Я почувствовал, что хочу немного расширить его и направить туда, где он должен быть». В 1984 году он также сказал, что продолжит писать для более широкой аудитории, которую Spandau Ballet приобрели благодаря «True», но что они не будут выпускать альбомы, похожие на предыдущие, только потому, что они хорошо продаются. Но, подобно тому, как в 1981 году у него начался творческий кризис после того, как «Chant No. 1 (I Don’t Need This Pressure On)» стал их самым популярным синглом, появление первого чарттоппера в Великобритании оказало давление на Кемпа, чтобы он создавал больше хитов, попавших в чарты, и он почувствовал, что группа всегда будет оценивать его будущие работы по «True».
В своей автобиографии «I Know This Much: From Soho to Spandau» Кемп признался: «Процесс написания следующего альбома Spandau начал меня угнетать, и я нашёл множество отвлекающих факторов, чтобы избежать его». Стив Норман дал ему книгу о Пикассо, в которой рассказывалось о его работе над оформлением декораций для балета «Парад», и он связался с Дэвидом Бэндом, который создал обложки для альбома True и синглов и был поклонником Пикассо. Бэнд упомянул, что английский художник и фотограф Дэвид Хокни недавно нарисовал задники для новой версии балета «Парад», что вдохновило Кемпа: «Я вдруг увидел альбом как гастрольное шоу. Музыкальный спектакль, который повезёт нас по всему миру. Parade станет нашим названием и концепцией как для альбома, так и для тура».

## Запись
После того как Кемп закончил писать песни, группа два месяца репетировала в английской студии в Shepherd's Bush, работая над аранжировками и разучивая «партии друг друга задом наперёд». Однако они понимали, что записывать True было лучше вдали от Лондона, и выбрали для записи Parade студию Musicland Studios в Мюнхене, потому что им показалось, что городская обстановка будет более подходящей, чем Compass Point Studios на Багамах, где они записывали предыдущий альбом. Musicland также понравилась им из-за работы, проделанной там Led Zeppelin и Queen, и качества оборудования. Как и в случае с True, Spandau Ballet приписывают продюсирование альбома, который был записан весной 1984 года, наряду с Суэйном и Джолли. Джолли записал вокал вокалиста Тони Хэдли на другом конце города в студии Union Studios, что, по мнению Кемпа, «по крайней мере, позволит мне не нервничать и не сводить Тони с ума из-за какого-то нюанса, который он может привнести в мелодию». По его мнению, этот альбом имел «более гитарное звучание» и признался Smash Hits: «Я думаю, что это первый раз, когда альбом звучит как Spandau Ballet».

## Обложка
Кемп хотел сделать больший акцент на обложке альбома Parade, чем на прошлых релизах, поскольку считал, что индустрия сместила акцент на продвижение альбомов через музыкальные видео и забыла о важности дизайна обложки альбома. У них была идея отдать дань уважения обложке альбома Sgt. Pepper группы The Beatles с помощью известных людей 80-х, но Кемп объяснил журналу Number One, что «было слишком мало времени, чтобы все успеть. К тому же это могло выглядеть слишком китчево». Вместо этого он посоветовался с группой Band, которая нарисовала баннер, изображающий профиль человека, стоящего и указывающего одной рукой прямо вперёд, а другой прикрывающего глаза козырьком. Этот человек олицетворял их опыт во время тура True, когда они двигались вперёд, будучи ослеплёнными ливнем похвалы. Этот баннер можно увидеть на обложке альбома, где он висит на фоне здания в стиле арт-деко.
Под баннером, на уровне улицы, в соответствии с темой парада, движется разнообразная процессия. Группу персонажей возглавляет человек с мегафоном, который был изображён на обложке первого сингла альбома «Only When You Leave». За ним следуют бразильская певица и актриса Кармен Миранда, китайские драконы, солдаты американской войны за независимость, участники парада Марди Гра и ещё несколько персонажей, которых изображают знаменитости, друзья и члены семьи группы. Будущая поп-звезда Саманта Фокс, телеведущая и актриса Сара Грин и поп-певица и актриса Пэтси Кензит появились в нарядах мажореток. Вокалист Blue Rondo Крис Салливан изобразил члена новоорлеанской группы. Журналист Number One Пол Симпер был привлечён к переодеванию в костюм Дяди Сэма, а отцы Spandau Ballet Стэн Кибл, Пэт Хэдли, Тони Норман и Фрэнк Кемп несли профсоюзное знамя. Для фото на обложке группа оделась арлекином — персонажем, позаимствованным из «Парада» Хокни, который он использовал для оформления этикетки и обложки альбома так же, как голубя для True.

## Релиз и коммерческие показатели
Parade был выпущен 25 июня 1984 года и провёл первые три из своих 39 недель в чарте альбомов Великобритании на высшей позиции под номером два. Он достиг первого места в Нидерландах и Италии, а также вошёл в десятку лучших в ряде других стран. В США он занял 50-е место в чарте Top LPs & Tapes журнала Billboard и 35-е место в списке самых популярных рок-альбомов страны. Британская ассоциация производителей фонограмм выдала платиновый сертификат 8 октября 1984 года, когда продажи альбома достигли 300 000 единиц.

## Отзывы
| Оценки критиков               | Оценки критиков |
| Источник                      | Оценка          |
| ----------------------------- | --------------- |
| AllMusic                      | [ 31 ]          |
| Number One                    | [ 32 ]          |
| Record Mirror                 | [ 33 ]          |
| Rolling Stone                 | [ 34 ]          |
| The Rolling Stone Album Guide | [ 35 ]          |
| Smash Hits                    | [ 36 ]          |

Альбом получил смешанные отзывы музыкальной критики и интернет-изданий. Некоторые североамериканские торговые журналы дали положительные рецензии на Parade после его выхода. Редакторы RPM написали: «Бережливая, инструментально сфокусированная работа Spandau», и были впечатлены «Revenge for Love» и «Highly Strung». Они заключили: «Здесь хорошие аранжировки, а вокалист Тони Хэдли в значительной степени ответственен за характерное звучание группы».
Большинство музыкальных журналов, однако, отнеслись к альбому критически, исключением стал Smash Hits, чей обозреватель Ян Бирч обожал «Only When You Leave» и заявлял: «Остальные семь песен становятся все более характерными с каждым проигрыванием. Мелодии становятся прочнее, и вы обнаруживаете все больше умных дополнений, особенно в гармониях и припевах». Пол Бурше из Number One возлагал большие надежды: «Учитывая, что „Only When You Leave“ — превосходная поп-музыка, а Тони Хэдли стал суперкрунером, от Parade следует ожидать многого». Однако он считает, что Кемп хотел просто повторить успех их последнего альбома, и заключает: «От выигрышной формулы трудно отказаться. Spandau не делают логического шага вперёд, а вместо этого шаркают из стороны в сторону и умудряются довести парад до блестящей, сентиментальной остановки». Бетти Пейдж из Record Mirror считает, что проблема альбома — в симпатичности: «Он слишком, слишком милый. Если вы думали, что True демонстрирует опасные признаки времени кабаре, то этот альбом подтверждает все наши худшие опасения, погружаясь туда, куда даже ABC боится ступать». Она написала: «Кажется, что чем более способными музыкантами они становятся, тем легче, жестянее и безвкуснее становятся их песни», и попыталась смягчить дополнительные жалобы, извинившись: «Извините, но это безвкусный, нудный, легкодоступный поп-рок для домохозяек без глубины, без чувства, без души. Определённо без души. Если это то, чем они хотели быть все это время, хорошо для них. Но я могу жить и без таких мягких подстилок». Курт Лодер из Rolling Stone поддержал её мнение, настаивая на том, что «английские соул-бойские корни группы… имеют мало общего с соул и все, что связано с дискотекой середины семидесятых». Он назвал песни Кемпа «прогрессирующей мелодической анемией», а Хэдли «накладывал себя на ветреные тексты, как будто думал, что они действительно что-то значат». Кульминацией его неприязни к альбому стало заключительное замечание: «Даже если бы Spandau Ballet стали великими в том, что они делают, то все равно то, что они делают, было бы самым отвратительным англо-яппи-музаком, который только можно себе представить».

## Список композиций
Слова и музыка всех песен — Гэри Кемпом.
| №  | Название                        | Длительность |
| -- | ------------------------------- | ------------ |
| 1. | «Only When You Leave»           | 5:12         |
| 2. | «Highly Strung»                 | 4:11         |
| 3. | «I’ll Fly for You»              | 5:37         |
| 4. | «Nature of the Beast»           | 5:15         |
| 5. | «Revenge for Love»              | 4:23         |
| 6. | «Always in the Back of My Mind» | 4:30         |
| 7. | «With the Pride»                | 5:32         |
| 8. | «Round and Round»               | 5:30         |

## Чарты
| Чарт (1984—1985)                        | Высшая позиция |
| --------------------------------------- | -------------- |
| Австралия (Kent Music Report)           | 4              |
| Великобритания (UK Albums Chart)        | 2              |
| Германия (Offizielle Top 100)           | 7              |
| Европа (European Albums, Music & Media) | 6              |
| Италия (Musica e dischi)                | 1              |
| Канада (RPM Top Albums/CDs)             | 21             |
| Нидерланды (Album Top 100)              | 1              |
| Новая Зеландия (RMNZ)                   | 8              |
| Норвегия (VG-lista)                     | 7              |
| Швейцария (Schweizer Hitparade)         | 9              |
| Швеция (Sverigetopplistan)              | 9              |
| США (Billboard Rock Albums)             | 35             |
| США (Billboard 200)                     | 50             |
| Япония (Oricon)                         | 33             |

| Чарт (1984)                        | Позиция |
| ---------------------------------- | ------- |
| Австралия (Kent Music Report)      | 39      |
| Великобритания (UK Albums, Gallup) | 20      |
| Германия (Offizielle Top 100)      | 44      |
| Нидерланды (Dutch Album Top 100)   | 6       |

| Чарт (1985)                   | Позиция |
| ----------------------------- | ------- |
| Австралия (Kent Music Report) | 29      |
| Нидерланды (Album Top 100)    | 93      |

## Сертификация
| Регион                                                      | Сертификация | Продажи  |
| ----------------------------------------------------------- | ------------ | -------- |
| Великобритания (BPI)                                        | Платиновый   | 300 000^ |
| Нидерланды (NVPI)                                           | Платиновый   | 100 000^ |
| Новая Зеландия (RMNZ)                                       | Золотой      | 7500^    |
| ^ Данные о тиражах приведены только на основе сертификации. |              |          |